# Тоноян, Арамаис Степанович
Арамаи́с Степа́нович Тоноя́н (арм. Արամայիս Ստեփանի Տոնոյան; 26 октября 1969, Ереван Армянская ССР, СССР) — советский и армянский футболист, игрок сборной Армении.

## Клубная карьера
Начал футбольную карьеру в «Арарате», за который играл до 1996 года. В составе столичного клуба стал чемпионом и 3-кратным обладателем Кубка Армении. Являлся лидером и капитаном команды. В составе «Арарата» участвовал в еврокубках. Благодаря победному голу Тонояна в матче Кубке обладателей кубков УЕФА «Арарат»—"Катовице" (2:0, в первом матче «Арарат» проиграл 0:2) матч был переведён в дополнительное время, а в серии пенальти мастерством отметились араратовцы, перевесив соперников на один гол — 5:4.
Тонояну принадлежит своеобразный рекорд. С 1993 по 1998 года, он выходил в финал Кубка Армении с капитанской повязкой и в первых 4 финалах (3 — в составе «Арарата»; 1 — в составе «Пюника») становился обладателем данного трофея.

## Тренерская деятельность
В 1999 году Тоноян в «Ереване» являлся играющим главным тренером. После окончания сезона клуб был расформирован, а Тоноян перешёл в «Мику», где занял должность старшего тренера. Проработав на должном уровне до 2002 года, Тоноян с 5-го тура чемпионата возглавляет аштаракскую команду, после ухода Эдуарда Маркарова. Задержался на этой должности недолго. После 15-го тура покидает пост. В начале того сезона Тоноян возглавил «Мику-2».

## Достижения

### Игрока
- «Арарат» (Ереван)
  - Чемпион Армении: 1993, 1995
  - Бронзовый призёр чемпионата Армении: 1994
  - Обладатель Кубка Армении: 1993, 1994, 1995, 1995/96
- «Киликия»
  - Чемпион Армении: 1996/97
  - Бронзовый призёр чемпионата Армении:
  - Финалист Кубка Армении: 1996/97
- «Ереван»
  - Бронзовый призёр чемпионата Армении: 1998
  - Финалист Кубка Армении: 1998

### Тренера
- «Мика»
  - Обладатель Кубка Армении: 2000, 2001
  - Финалист Суперкубка Армении: 2002